# Aalistunturi
Aalistunturi är en kulle i Finland. Den ligger i Kolari kommun i landskapet Lappland, i den norra delen av landet, 800 km norr om huvudstaden Helsingfors. Toppen på Aalistunturi är 301 meter över havet.
Terrängen runt Aalistunturi är huvudsakligen platt. Runt Aalistunturi är det mycket glesbefolkat, med 2 invånare per kvadratkilometer.